# ویتوریو کاستی
ویتوریو کاستی (ایتالیایی: Vittorio Casatti؛ زادهٔ ۸ مهٔ ۱۹۳۸) دوچرخه‌سوار است.